# Јеврејски кварт у Прагу
Јеврејски кварт или Јозефов (чеш.: Židovské město, Josefov) је градска четврт и најмањи катастарски простор Прага, раније јеврејски гето града. Потпуно је окружен Старим градом. Кварт се често представља заставом јеврејске заједнице Прага, жутом Давидом звездом) на црвеном пољу. Данас је гето претворен у музеј на отвореном, са зградама религијског и не-религијског карактера и гробљем.

## Историја
Сматра се да су се Јевреји доселили у Праг већ у 10. веку, а до 17. је већ 7000 Јевреја овде живело. Прогони, пожари и пљачке су биле уобичајене појаве вековима, отежавајући живот јеврејске заједнице. Први погром је био 1096. године (први крсташки рат) а на крају су били концентрисани унутар озиданог Гета. Године 1262. Отакар II издао је Статут Јудеорум који је заједници доделио одређен степен самоуправљања. 1389. године, током једног од најгорих погрома, било је око 1500 масакрираних на Ускрсну недељу. Гето је био најпросперитетнији крајем 16. века када је јеврејски градоначелник Мордекај Маисел (Mordecai Maisel) постао министар финансија и веома богат човек. Његов новац је помогао да се гето развије. 
Средином 18. века Марија Терезија је наредила протеривање Јевреја. 1850. је кварт преименован у Јозефов град, према Јозефу II, Светом римском цару који је еманциповао Јевреје Едиктом толеранције 1781. године. Две године пре него што је Јеврејима било дозвољено да се настане изван града, тако је удео јеврејског становништва у Јозефову смањен, док су тамо живели само православни и сиромашни Јевреји. 
Већина кварта срушена је између 1893. и 1913. године у оквиру иницијативе за сређивање града. Током 2. светског рата и нацистичке окупације, процењено је да је око 90% Бохемијског и Моравичког јеврејског становнишва убијено. Остало је само шест синагога, старо гробље и стара јеврејска градска већница. 
Тренутно је Јозефов кварт пренатрпан зградама с почетка 20. века, па је тешко проценити тачно какав је био стари кварт када се сматрало да има преко 18.000 становника. Средњовековни Јосефов кварт приказан је у филму Голем из 1920. године, састављен од скучених, угаоних, искривљених зграда, али овај утисак користи се искључиво за преношење експресионистичке природе филма. 

## Историјске знаменитости
- Родна кућа Франца Кафке
- Висока синагога (Vysoká synagoga): синагога из 16. века, рестаурирана у 19. веку и одвојена од Градске већнице.
- Јеврејска Градска кућа (Židovská radnice): рококо већница из 18. века.
- Клаусова синагога (Klausová synagoga): барокна синагога из 16. века.
- Маиселова синагога (Maiselova synagoga): синагога из 16. века уништена ватром, а сада се користи као музеј. У музеју су смештени религијски предмети, као и макета Прага са 2000 објеката из историјског срца града.
- Синагога Пинкас (Pinkasova synagoga): синагога из 16. века, а од 1950. је споменик жртвама холокауста. Изградио је Арон Хоровиц, један од најбогатијих прашких Јевреја.
- Шпанска синагога (Španělská synagoga): синагога из 19. века са маорском унутрашњошћу.
- Старо јеврејско гробље (Starý židovský hřbitov): гробље од 15. до 18. века. Најстарије сачувано јеврејско гробље у Европи. Старо јеврејско гробље садржи око 20 000 надгробних споменика, густо збијених, због недостатка простора, а на неким деловима гробља постоји и до 9 слојева гробница. Гробље је коришћено од 15. до 18. века. Најстарија надгробна плоча, која припада рабину Авигдору, потиче из 1439. године. Гробље је затворено 1787. године по наредби Јозефа II. По јеврејској традицији, на плочама нема људских ликова, само име и датум смрти, али су украшене рељефима биљака, животиња, верских симбола, као и симболима занимања.
- Старо-нова синагога (Staronová synagoga): готичка синагога из 13. века. Названа је Нова када је саграђена, али како је време пролазило и како су у граду ницали нови храмови, додат јој је префикс Стара. За разлику од осталих у гету, масивна камена грађевина у готичком стилу преживела је све средњевековне катастрофе.[2]
- Јеврејска Свечана сала (Obřadní síň), неоренесанса сала из 20. века, налази се поред гробља; на првом спрату се некада налазила соба у којој су купали преминуле и припремали их за вечни починак, а на другом се налазила соба погребног удружења. Данас се ова зграда користи као изложбени простор историје прашког погребног удружења, где се посетиоци могу упознати са обичајима Јевреја и церемонијама везаним за смрт и загробни живот.[3]

## Галерија
- Јеврејско гробље и околне зграде
- Само гробље
- Околне зграде
- Неколико корака даље
- Споменик трудници направљен од огледала